# East Preston
East Preston est une paroisse civile et un village du Sussex de l'Ouest, en Angleterre.